# Stanislav Škorvánek
Stanislav Škorvánek (* 31. leden 1996, Žilina, Slovensko) je slovenský hokejový brankář, který chytá za Mountfield HK v Tipsport extralize.

## Klubová kariéra
Škorvánek je odchovanec žilinského hokeje. V extralize debutoval v ročníku 2015/16 v týmu slovenské dvacítky, ale pozici v nejvyšší hokejové soutěži si získával náročně. Mezi lety 2016-2021 vystřídal hned devět klubů a velmi často pendloval mezi extraligou a druhou ligou.
V sezóně 2021/22 posílil Vlkov Žilina, za mateřský klub nastoupil vůbec poprvé na seniorské úrovni. Přestože Žilina nesplnila cíl postoupit do první ligy, Škorvánek očekávání naplnil. V základní části si držel úspěšnost zákroků na úrovni téměř 95%, ve vyřazovací části sbíral ještě o procento lepší čísla.
Kvalitní výkony mu vynesly novou smlouvu s Duklou Michalovce. Přicházel do známého prostředí, za mužstvo z východního Slovenska odchytal dvanáct utkání už v ročníku 2020/21.
V sezóně 2022/23 se mu nakonec podařilo napevno prorazit do extraligy, v základní části pochytal až 93% všech střel a výraznou měrou se podílel na postupu svého týmu do play-off. Ve vyřazovací části upoutal pozornost výbornými výkony a zejména jeho zásluhou Michalovce vyřadily favorizovaný Slovan Bratislava v prvním kole. V semifinále měl na dosah další velké překvapení, Michalovce se dostaly do vedení 3:2 na zápasy proti Košicím, ale favorizovaný soupeř dokázal sérii zvrátit ve svůj prospěch.

## Reprezentační kariéra
Slovensko poprvé reprezentoval na turnaji hráčů do 20 let ve finských Helsinkách v roce 2016 . Na šampionátu zastával pozici brankářské dvojky za Adamem Húskou a do zápasového dění zasáhl jen na osm minut v duelu proti domácím reprezentantům.
Do reprezentace se vrátil v roce 2023. Díky skvělým výkonům v Michalovcích si vysloužil místenku na mistrovství světa v Rize a Tampere.